# 祖翠
祖翠（1990年6月20日—），中国女子手球运动员，司职守门员，效力于安徽队。她代表中国国家队参加了2013年世界女子手球锦标赛，最终获得第18名。